# Ana Marta Ferreira
Ana Marta Fontinhas Ferreira (Lisboa, São Francisco Xavier, 11 de Junho de 1994) é uma actriz portuguesa, que se iniciou em televisão aos 9 anos de idade.

## Biografia
Nasceu às 03h03m, filha de Mário Duarte de Sousa Ferreira (n. Chitato, Lunda Norte, Angola, Portugal, 1959/1960) e de sua mulher Ana Paula da Silva Ribeiro Fontinhas (n. Ajuda, Lisboa, 1958/1959), com três irmãos, neta paterna de Américo da Costa Saraiva Ferreira e de sua mulher Maria Eugénia de Sousa Paninho e neta materna de Fernando Manuel Ribeiro Fontinhas e de sua mulher Maria de Lourdes Pereira da Silva.
Estreou-se na TVI na novela Morangos com Açúcar como Anita, seguindo-se muitas outras novelas, séries e curtas-metragens, também para a SIC e RTP.
Na área da fotografia, participou no livro da fotógrafa Arlinda Mestre, editado no Mónaco, e que se chama Sensualidades.
Tem também muitos trabalhos realizados em áudio para spots publicitários de rádio e televisão, dobragens áudio, voz-off de anúncios e filmes de várias produtoras.
A atriz, que vive em Lisboa, foi mãe do seu primeiro filho, Vasco, no dia 22 de Junho de 2016.
O último trabalho realizado pela atriz e influencer no cinema, foi o papel da personagem Elisa no filme português Gabriel.
Em 2020, Ana Marta Ferreira participou no filme Bem Bom, que retrata a história da banda icónica Doce.
Em 2021, Ana Marta Ferreira foi convidada para o elenco principal da 3ª temporada de O Clube.

## Filmografia
| Ano         | Projeto                                  | Papel                 | Notas                 | Canal |
| ----------- | ---------------------------------------- | --------------------- | --------------------- | ----- |
| 2004        | Morangos com Açúcar                      | Anita                 | Elenco Infantil       | TVI   |
| 2004 - 2005 | Mistura Fina                             | Ana «Anita» Mimoso    | Elenco Infantil       | TVI   |
| 2005        | Clube das Chaves                         | Laranja               | Elenco Principal      | TVI   |
| 2005        | Malucos e Filhos                         | Vários papéis         | Elenco Principal      | SIC   |
| 2006 - 2007 | Floribella                               | Luz Miranda           | Elenco Principal      | SIC   |
| 2008        | Os Mini Malucos do Riso                  | Vários papéis         | Elenco Principal      | SIC   |
| 2008 - 2009 | Rebelde Way                              | Milagros «Mili» Perez | Elenco Principal      | SIC   |
| 2008        | Detective Maravilhas                     | Niki                  | Atriz Convidada       | TVI   |
| 2009 - 2010 | A Minha Família                          | Sofia                 | Elenco Principal      | RTP1  |
| 2009 - 2010 | A Minha Família                          | Joana                 | Elenco Principal      | RTP1  |
| 2011        | O Último Tesouro                         | Mariana               | Protagonista          | RTP1  |
| 2011        | Liberdade 21                             | Catarina              | Participação Especial | RTP1  |
| 2011        | Maternidade                              | Sílvia                | Elenco Adicional      | RTP1  |
| 2011        | Laços de Sangue                          | Susana                | Elenco Adicional      | SIC   |
| 2013 - 2014 | Sol de Inverno                           | Concha Vasconcelos    | Elenco Principal      | SIC   |
| 2014        | Portal do Tempo                          | Leonor                | Elenco Adicional      | TVI   |
| 2015 - 2017 | A Única Mulher                           | Clara Albergaria      | Elenco Principal      | TVI   |
| 2018        | Espelho d'Água                           | Cristina              | Elenco Adicional      | SIC   |
| 2019        | Vidas Opostas                            | Cristina              | Elenco Adicional      | SIC   |
| 2021 - 2022 | A Serra                                  | Jacinta Grilo         | Elenco Principal      | SIC   |
| 2021        | O Clube (3.ª temporada)                  | Rita Oliveira         | Protagonista (OPTO)   | SIC   |
| 2021        | Estamos em Casa                          | Ela Própria           | Apresentadora         | SIC   |
| 2022 - 2023 | Sangue Oculto                            | Bárbara Barreto       | Elenco Principal      | SIC   |
| 2023        | Hell's Kitchen - Famosos (1.ª temporada) | Ela Própria           | Concorrente           | SIC   |
| 2023        | A Casa da Aurora                         | Maria                 | Atriz Convidada       | SIC   |
| 2024 - 2025 | Senhora do Mar                           | Susana Cordeiro       | Co-Protagonista       | SIC   |
| 2025        | O Clube (6.ª temporada)                  | Rita Oliveira         | Protagonista (OPTO)   | SIC   |
| 2025        | O Clube (7.ª temporada)                  | Rita Oliveira         | Protagonista (OPTO)   | SIC   |
| 2025 - 2026 | Vitória                                  | Mafalda Rodrigues     | Elenco Principal      | SIC   |

| Ano  | Título             | Personagem  |
| ---- | ------------------ | ----------- |
| 2011 | Post It            | Ariana      |
| 2011 | A Chamada          | Mafalda     |
| 2017 | O Fim da Inocência | Mafalda     |
| 2018 | Gabriel            | Elisa       |
| 2020 | Bem Bom            | Laura Diogo |

| Ano  | Título    | Personagem   |
| ---- | --------- | ------------ |
| 2019 | Beginners | Joy / Maddie |

### Videoclips
- GrogNation
- Mau da fita, de Vilão X
- Pela cidade, de Kappa Jotta

### Anúncios televisivos
- Panrico (2004)
- Bolicao (2008)
- Ob (2014)
- McDonald's (2014)
- NOS (2014)
- NOS NPLAY (2016)
- My CUF (2017)
- PlayStation (2017)
- Sumol (2018)